# Rudolf Anděl
Rudolf Anděl (29. dubna 1924, Šumburk nad Desnou – 2. ledna 2018, Liberec) byl český historik a pedagog. Patřil k osobnostem, které významným způsobem ovlivnily vývoj a formování libereckého školství a vzdělanosti. Do roku 1972 působil na katedře dějepisu PF v Ústí nad Labem. Vyučoval na pedagogické fakultě Technické univerzity v Liberci a v letech 1972–1990 působil na Střední ekonomické škole v Liberci.
Je laureátem Medaile města Liberec a čestným občanem města Liberec.

## Publikace
- Hrady, zámky a tvrze v Čechách, na Moravě a ve Slezsku, III. díl: severní Čechy, editor (1984)
- Husitství v severních Čechách (1961)
- Liberecko v době husitského revolučního hnutí
- Frýdlantsko: minulost a současnost kraje na úpatí Jizerských hor
- Frýdlant v Čechách: Průvodce historií státního zámku a hradu